# Agentni sistemi
Agentni sistemi so sistemi, ki vsebujejo inteligentne agente. Agenti v agentnem sistemu komunicirajo drug z drugim in z okoljem ter lahko rešujejo probleme, ki jih en sam agent ne more rešiti. 
Glavne karakteristike agentnega sistema so:
- avtonomija, agenti so vsaj delno neodvisni,
- socialnost, agenti se lahko povezujejo in interaktirajo,
- lokalni pogled, vsak agent lahko zazna samo lastno okolico, cel sistem je prekompleksen,
- decentralizacija, ni agenta, ki bi imel nadzor nad vsemi drugimi agenti (tak sistem je mogoče reducirati na monolitskega).